# 아창족
아창족(중국어: 阿昌族: Āchāng zú, 자칭명: Ngac'ang, 버마어: Maingtha)은 중국의 소수민족으로, 중화인민공화국이 공인한 56개 민족의 하나이다. 중국 외에는 미얀마에도 살고 있다. 주로 운남성 대홍현에 약 27700명 정도가 거주하고 있다. 아창족은 시노티베트어족의 티베트버마어파에 속하는 아창어를 사용하지만, 고유의 문자가 없고 대신 한자를 자주 이용한다. 아창족은 또한 주로 상업교역의 목적으로 다이어를 구사한다.
대홍현 롱촨군에 속하는 후사 아창(戶撒)은 다른 아창족과는 구별되는 방언을 사용하는데, 이들은 그들 자신을 별도의 민족집단으로 여기며, 1950년도 중국의 민족식별작업 때 제대로 독립된 정체성을 인정받지 못했다고 생각한다. 현대 후사 아창은 다른 아창족에 비해 훨씬 한화(漢化)되었다. 후사 아창은 유교식 제례의식을 치른다. 원래 후사의 문화는 소승불교와 도교가 융합된 것이라 생각된다.

## 역사
아창족은 운남성에 가장 먼저 거주하기 시작한 민족집단의 하나이다. 그들의 선조는 랑창강 유역에서 살다가, 12세기 무렵의 강의 서쪽 경계로 이주하기 시작했다. 13세기에 그들 중 일부가 지금의 롱촨군에, 다른 그룹은 량허에 살게 되었다. 명청시대에 그들은 향촌의 촌장역을 많이 맡았었다.

## 문화
아창족의 문화는 음악과 노래가 차지하는 비중이 크다. 세대에서 세대로 전수되어 왔으며, 아창족의 모든 의식은 춤과 노래로 끝났다. 의복은 각 마을마다 차이가 있으며, 결혼하지 않은 젊은이들은 머리를 두 개의 빗으로 빗는다. 결혼한 여성은 긴 치마를, 미혼 여성은 바지를 입어 구별된다. 남자는 단추가 옆구리쪽에 달린 파란색이나 검은색 셔츠를 입는다. 아창족은 불교식 장례를 치르는데, 20m에 이르는 긴 직물끈으로 관을 묶는다. 의식을 집행하는 승려는 그 끈을 쥐고 관의 앞쪽에서 반대쪽으로 이동한다. 이 의식은 승려가 죽은 이의 영혼이 마지막 종착지까지 무사히 당도할 수 있도록 인도함을 상징한다. 죽은 이의 시체는 아무런 장식없이 화장되는데, 죽은 이의 몸에 장식은 죽은 이의 환생을 방해하고 오염시키기 때문이라고 한다.

## 같이 보기
- 중국의 민족